# Acmaeodera wheeleri
Acmaeodera wheeleri är en skalbaggsart som beskrevs av Van Dyke 1919. Acmaeodera wheeleri ingår i släktet Acmaeodera och familjen praktbaggar. Inga underarter finns listade i Catalogue of Life.